# انتاریوی جنوبی
جنوب اونتاریو (به انگلیسی: Southern Ontario) منطقه‌ای در استان انتاریو کانادا است که در جنوب رودخانه فرنچ و پارک آلگونکین قرار دارد. این منطقه ۱۴ تا ۱۵٪ از استان اونتاریو را تشکیل می‌دهد.